# داني بيرس
داني بيرس (بالإنجليزية: Danny Pierce)‏ هو لاعب كرة قدم أمريكية أمريكي، ولد في 17 يناير 1948 في لاوريل في الولايات المتحدة.

## وصلات خارجية
- داني بيرس على موقع مرجع كرة القدم المحترفة.كوم (الإنجليزية)